# WNT2B
WNT2B‏ (Wnt family member 2B) هوَ بروتين يُشَفر بواسطة جين WNT2B في الإنسان.